# Пыддер, Эрнест Яковлевич
Эрнест Яковлевич Пыддер (Педдер, эст. Ernst-Johannes Põdder, 29 января [10 февраля]  1879 — 24 июня 1932) — офицер русской армии и эстонский военный деятель, генерал-майор. Один из основателей Союза обороны Эстонии (Кайтселийт).

## Биография
Родился 29 января (10 февраля)  1879 года в Александровской волости Верроского уезда Лифляндской губернии. В 1895 году окончил Юрьевскую городскую гимназию. 14 (26) июля 1897 года поступил вольноопределяющимся в 104-й пехотный Устюжский полк Русской императорской армии.
30 августа (11 сентября)  1898 года зачислен юнкером в Виленское пехотное юнкерское училище, из которого выпущен 6 (19) августа 1900 года подпрапорщиком в 107-й пехотный Троицкий полк. 6 (19) октября 1900 года произведён в подпоручики, со старшинством с 1 (14) сентября 1900 года. 23 мая (5 июня)  1904 года переведён в 123-м пехотный Козловский полк. Участвовал в Русско-японской войне в составе 2-го Сибирского армейского корпуса, был ранен. 10 (23) октября 1904 года произведён в поручики, со старшинством с 1 (14) сентября 1904 года. 28 марта (10 апреля)  1906 года переведён в 32-й Восточно-Сибирский стрелковый полк. 20 ноября (3 декабря)  1908 года произведён в штабс-капитаны, со старшинством с 1 (14) сентября 1908 года.
С началом Первой мировой войны на фронте, командир роты. 26 октября (8 ноября)  1914 года произведён в капитаны, со старшинством с 1 (14) сентября 1913 года, и 16 (29) ноября 1914 года переведён в 52-й Сибирский стрелковый полк. 9 (22) ноября 1914 года в бою у деревни Цехомин ранен в бедро левой ноги, находился на излечении до февраля 1915 года. 12 (25) февраля 1915 года назначен командующим 3-м батальоном. 6 (19) мая 1915 года при форсировании реки Сан у деревни Куриловки вновь ранен. Вернулся в строй 7 (20) сентября 1915 года, и 4 (17) декабря назначен командующим 4-м батальоном. 5 (18) июля 1916 года контужен на рижском участке фронта на реке Кекава и эвакуирован в госпиталь. 28 июля (10 августа)  1916 года произведён в подполковники, со старшинством с 7 (20) сентября 1915 года. Вернулся в строй 9 (22) октября 1916 года. 1 (14) марта 1917 года вновь назначен командиром 3-го батальона.
23 июня (6 июля)  1917 года произведён в полковники, со старшинством с 30 декабря 1916 года (12 января 1917 года).
9 (22) июля 1917 года переведён в 1-й Эстонский полк помощником командира полка. 19 октября 1917 года назначен командиром Таллинского отдельного батальона, 30 октября переформированного в Таллинский эстонский отдельный полк (позже — 3-й Эстонский полк). 9 декабря 1917 года назначен командиром 1-го Эстонского полка. 12 марта 1918 года произведён в генерал-майоры Эстонской армии.
14 апреля 1918 года демобилизован по распоряжению германского командования. Во время германской оккупации Эстонии — оперативный руководитель Таллинской самообороны, организатор Кайтселийта. 14 августа 1918 года был арестован, освобождён 15 сентября. В начале Освободительной войны — командующий эстонскими силами в городах и уездах: Таллине, Харьюмаа, Ляэнемаа, Ярвамаа; позднее — командующий внутренними силами обороны (11.11.1918 — 04.04.1919 возглавлял Кайтселийт). 23 декабря 1918 года передал верховное командование эстонскими силами генералу Йохану Лайдонеру. 29 мая 1919 года назначен командиром 3-й дивизии. Участвовал в освобождении северной Латвии от ландесвера, в конце 1919 года защищал Нарву. По данным советских авторов Эрнест Пыддер являлся главным организатором белого террора в Эстонии.

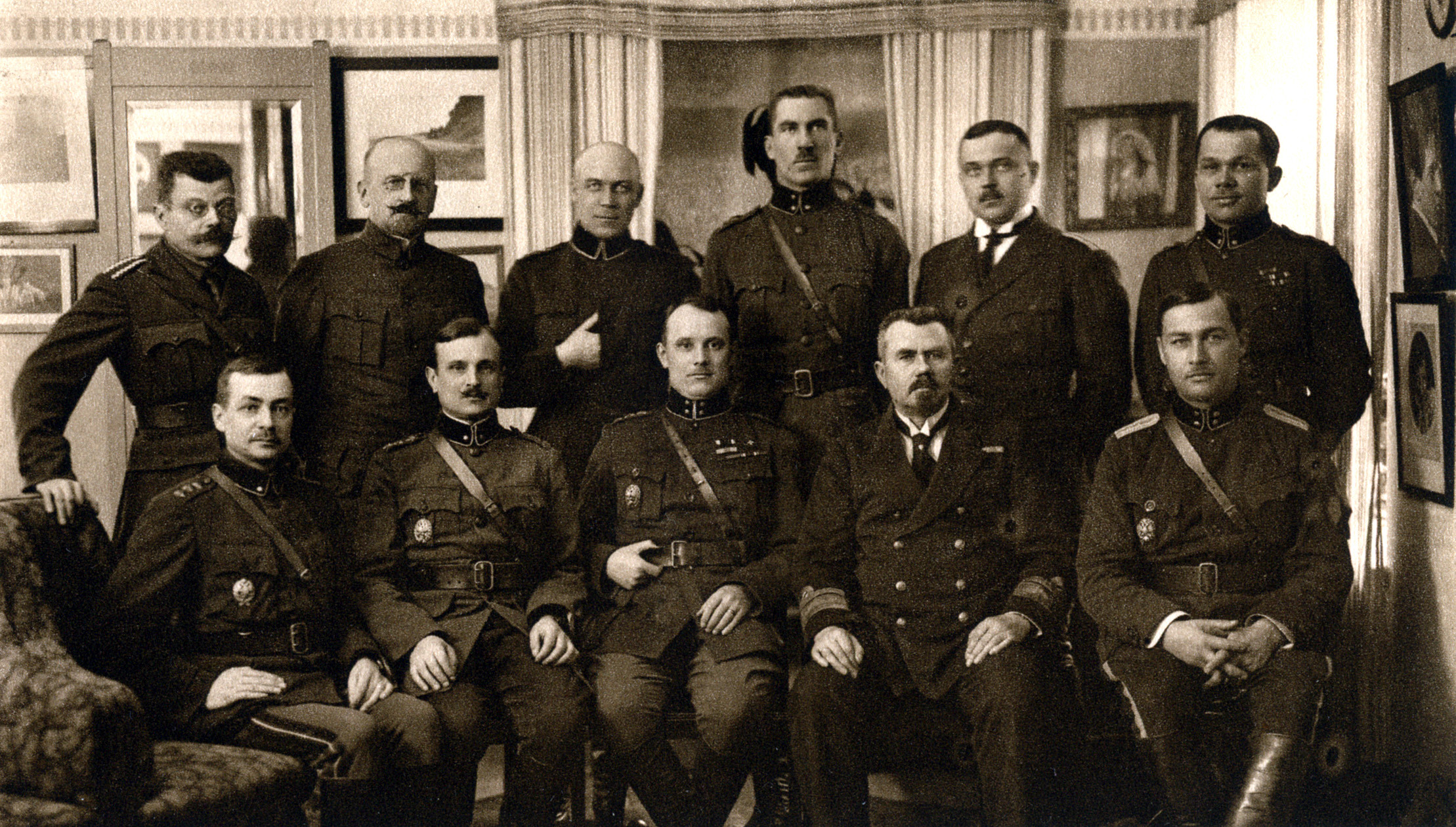
Главное командование эстонской армии в 1920 году, слева вверху: генерал-майор Эрнест Пыддер, доктор Артур Лоссманн, генерал-майор Александр Тыниссон, полковник Карл Партс, полковник Виктор Пушкарь, полковник Яан Ринк. Слева внизу: генерал-майор Андрес Ларка, генерал-майор Яан Сотс, главнокомандующий генерал-лейтенант Йохан Лайдонер, адмирал Йохан Питка и полковник Рудольф Рейманн

В 1921—1926 годах — командир 2-й дивизии. Лично участвовал в подавлении коммунистического восстания в декабре 1924 года. С 1926 года — член Военного совета. Активный политик и общественный деятель Эстонии. В 1932 году, вследствие развившейся гангрены, перенёс операцию на ноге.
Умер 24 июня 1932 года, похоронен на Таллинском гарнизонном кладбище.

## Награды
Российские ордена:
- орден Святого Владимира 4-й степени с мечами и бантом,
- орден Святой Анны 2-й степени с мечами,
- орден Святой Анны 3-й степени с мечами и бантом (1914),
- орден Святой Анны 4-й степени с надписью «За храбрость» (1904),
- орден Святого Станислава 2-й степени с мечами,
- орден Святого Станислава 3-й степени с мечами и бантом (1905).

Эстонские ордена:
- Крест Свободы 1-го класса 1-й степени (23.02.1920; Vabadusrist I liigi 1. järgu № 6),
- Орден Орлиного креста 1-го класса (14.02.1929; Kotkaristi I klassi teenetemärk),
- мечи к ордену Орлиного креста 1-го класса (6.06.1930),
- Орден Эстонского Красного Креста 1-го класса 2-й степени (7.02.1929; Punase Risti mälestusmärgi I järgu II aste),
- Орден Эстонского Красного Креста 2-го класса 1-й степени (19.02.1927; Punase Risti mälestusmärgi II järgu I aste),
- Памятный знак Эстонского Красного Креста (22.02.1921; Punase Risti mälestusmärk).

Финский орден Креста Свободы 1-го класса.
Польский Крест Храбрых.
Латвийские ордена:
- военный орден Лачплесиса 2-й степени (LKOK nr.2/22 в 1924 г.),
- военный орден Лачплесиса 3-й степени (LKOK nr.3/900 в 1921 г.).